# Manuel Bastianelli
Manuel Bastianelli (Roma, 15 maggio 2000) è un pilota motociclistico italiano, campione italiano della classe Supersport 300 nel 2018 e nel 2020.

## Carriera
Bastianelli esordisce nel campionato nazionale nel 2014 prendendo parte all'intera stagione nella categoria Pre Moto3 dove, in sella ad una RMU mette assieme quarantadue punti chiudendo tredicesimo. Nella stessa stagione fa il suo esordio nella classe Moto3 del CIV disputando due gare con una Honda senza ottenere punti. Nel 2015 disputa l'intera stagione nel campionato italiano Moto3. Ottiene due piazzamenti a podio ed il decimo posto in classifica finale.
Nel 2017 è tra i piloti titolari nella stagione inaugurale del Campionato mondiale Supersport 300.
Gareggia per il team 3570 Made in CIV con una Kawasaki Ninja 300 mentre il compagno di squadra Paolo Grassia gareggia con una Yamaha YZF-R3. Ottiene i primi punti mondiali con il dodicesimo posto conquistato nella gara inaugurale in Aragona e chiude al ventinovesimo posto in classifica.
Nel 2018 passa il team Prodina Ircos con cui disputa il campionato italiano Supersport 300. In sella ad una Kawasaki Ninja 400 vince due gare e arriva secondo per cinque volte conquistando il titolo di campione italiano con otto punti di margine su Luca Bernardi. In questa stessa stagione disputa, in qualità di wild card, le due gare in territorio italiano del mondiale Supersport 300 ritirandosi a Imola e vincendo a Misano.
Nel 2019 rimane con lo stesso team della stagione precedente ma passa al mondiale Supersport 300. Il compagno di squadra è il francese Joseph Foray. Bastianelli ottiene quattordici punti classificandosi diciannovesimo nel mondiale. Nel 2020 passa il team CM Racing facendo ritorno nel campionato italiano Supersport 300. Pur non vincendo, Bastianelli ottiene punti in tutte le gare in calendario e, grazie a tre secondi posti e due terzi, sopravanza di quattro punti Nicola Settimo laureandosi per la seconda volta campione italiano di categoria.
Nel 2021 cambia categoria prendendo parte alla classe Superopen del National Trophy in sella ad una Ducati Panigale V2. Rescinde con la squadra prima del termine della stagione. Nel 2022 disputa la prima metà del campionato italiano Supersport 300 in sella ad una Kawasaki Ninja 400 del team E&E Academy GP. Conquista diciannove punti classificandosi al ventunesimo posto. Nel 2024 è chiamato a sostituire Kevin Sabatucci nella prova di Vallelunga nel CIV Supersport 300. Dopo essersi qualificato non prende parte alle gare.

## Risultati nel mondiale Supersport 300
| 2017 | Moto     |    |     |    |     |    |     |    |    |    |  | Punti | Pos. |
| ---- | -------- | -- | --- | -- | --- | -- | --- | -- | -- | -- |  | ----- | ---- |
| 2017 | Kawasaki | 12 | Rit | 17 | Rit | 18 | Rit | 29 | 23 | 23 |  | 4     | 29º  |

| 2018 | Moto     |  |  |     |  |  |   |  |  |  |  | Punti | Pos. |
| ---- | -------- |  |  | --- |  |  | - |  |  |  |  | ----- | ---- |
| 2018 | Kawasaki |  |  | Rit |  |  | 1 |  |  |  |  | 25    | 18º  |

| 2019 | Moto     |    |     |    |     |    |   |     |     |    |  | Punti | Pos. |
| ---- | -------- | -- | --- | -- | --- | -- | - | --- | --- | -- |  | ----- | ---- |
| 2019 | Kawasaki | 26 | Rit | AN | Rit | 10 | 8 | Rit | Rit | 26 |  | 14    | 19º  |

| Legenda | 1º posto        | 2º posto            | 3º posto           | A punti      | Senza punti        | Grassetto – Pole position Corsivo – Giro più veloce |
| Legenda | Gara non valida | Non qual./Non part. | Ritirato/Non class | Squalificato | '-' Dato non disp. | Grassetto – Pole position Corsivo – Giro più veloce |